# Racing Club de Montevideo
El Racing Club de Montevideo, también conocido simplemente como Racing, es un club de fútbol uruguayo de la ciudad de Montevideo. Fue fundado el 6 de abril de 1919 y participa en la Primera División de Uruguay.
En febrero de 2021 se adoptó el régimen de sociedad anónima deportiva. En diciembre de 2023 se anunció que el grupo Red&Gold Football (propiedad del Bayern Munich en sociedad con Los Angeles FC) se transformó en el socio mayoritario de la S.A.D. 

## Historia

### Sus inicios

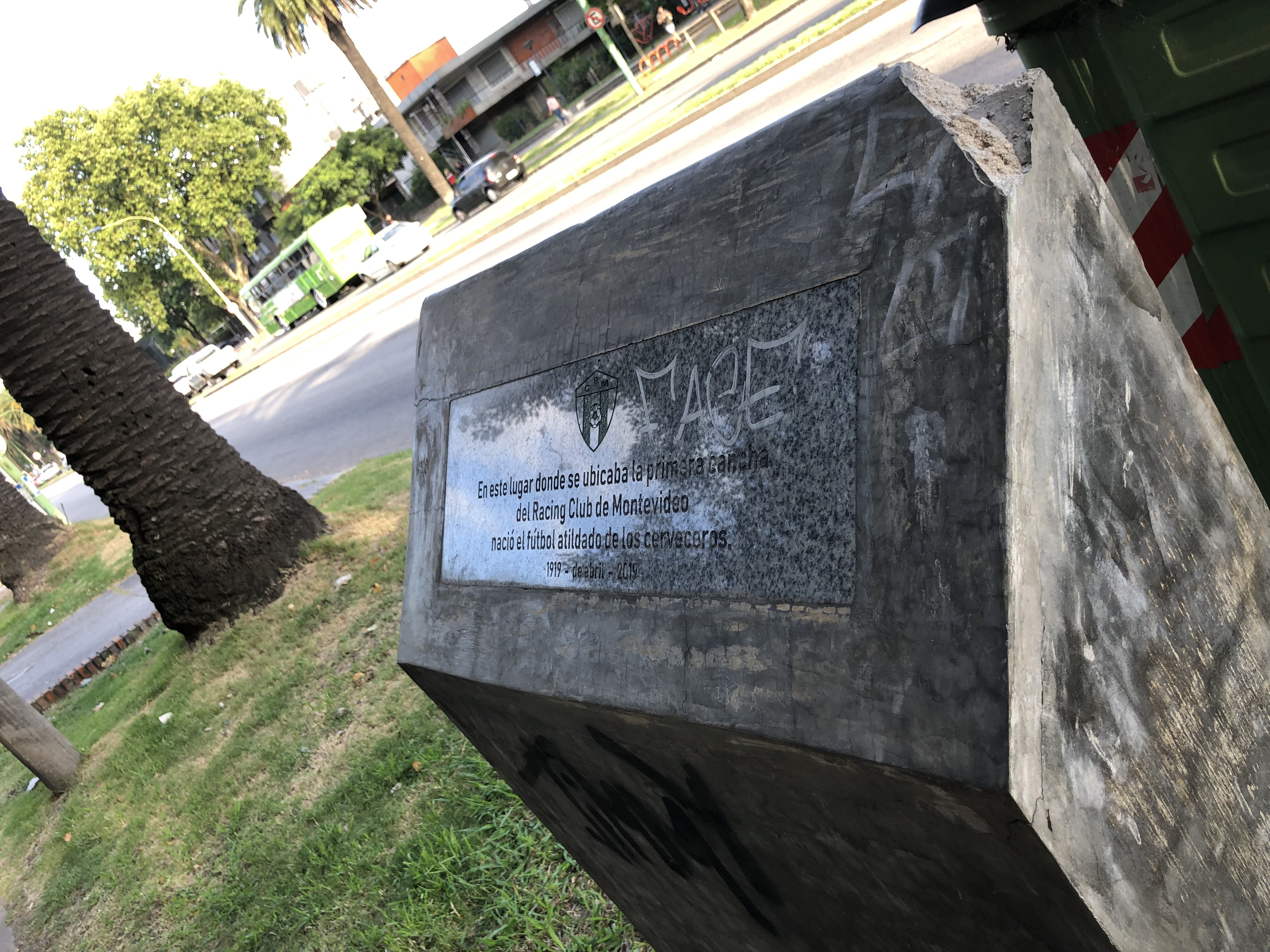
Placa que conmemora la ubicación de la antigua cancha del Racing Club de Montevideo, cerca de una cervecería.

El 6 de abril de 1919, en la zona de San Martín, en el barrio Reducto, en Montevideo, nació la institución, como parte del furor que causaba en los jóvenes el auge del fútbol. Originalmente se llamó Yuyito, pero, en corto tiempo, se cambió al de Guaycurú (nombre de una calle del barrio), para luego sí pasar a llamarse hasta la actualidad Racing.
Adoptó los colores blanco y verde, que eran los que identificaban al tranvía del barrio. Posteriormente, el club trasladó su influencia al barrio Sayago. Uno de los apodos del club, Cerveceros, es debido a la cercana ubicación de la sede del Club a la Cervecería Colón.

### Crecimiento institucional
Racing fue alcanzando su madurez en aquella zona tradicional que le vio nacer, pero fueron el rápido desarrollo y la fortaleza alcanzadas por aquellos años, lo que le permitió en 1940 obtener un predio que antiguamente perteneció a la Facultad de Agronomía en el Barrio Sayago para poner cimientos a su sede social y el Parque Osvaldo Roberto, lugar donde se mantiene hasta el día de hoy.
En 1924 el club debutó en la Primera División y varios miembros del plantel fueron convocados a la selección nacional, entre ellos, Hector Machiavello, Antonio Mazzoni, Carlos Giovanola y, el más destacado por su postrer incorporación a la selección nacional que ganó la Copa Mundial de 1930, Victoriano Santos Iriarte, quién marcaría al minuto 68' el 3 a 2 a favor de Uruguay en la Final contra Argentina. 
Para 1932 integraba, junto con otros clubes, la Primera División Profesional de Uruguay.

### Consolidación deportiva

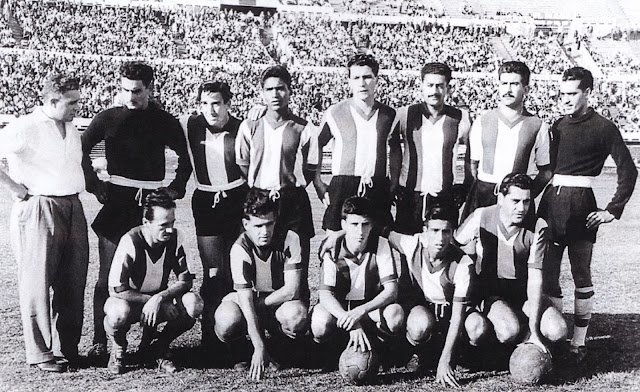
El equipo de Racing de Montevideo de 1957 en el Estadio Centenario, con Julio César Benitez de pie, en el cuarto lugar comenzando desde la izquierda.

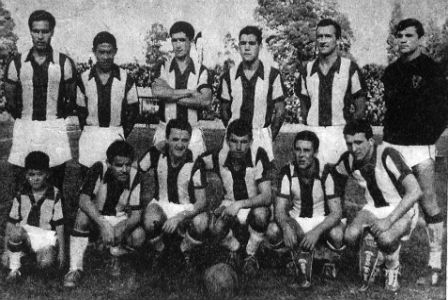
Racing 1964, con el arquero Ladislao Mazurkiewicz y debajo Julio César "Cascarilla" Morales

Desde 1931 el Club se mantuvo en Primera División, pero descendió a la B en 1944, donde se mantuvo durante diez años. Las temporadas 1956 y 1957 fueron en primera, pero volvió a descender tan solo un año, para más tarde salir campeón en 1958. A finales de la década de 1950 el equipo regresa a la Primera División (1958), gracias al trabajo de su entonces presidente, José Silvio Pizzo, con el cual Racing logra disputar el Campeonato Uruguayo de 1959 contra Club Atlético Peñarol, cayendo 2 a 0 y terminando por puntos en la tercera posición del campeonato, debajo del Club Nacional de Fútbol. Por la notoriedad del trabajo de su cantera de jugadores, al club también se lo conoció en ese tiempo como La Escuelita. Otros jugadores destacados en este período que salieron de Racing fueron Ladislao Mazurkiewicz, Julio César "Cascarilla" Morales, Walter Corbo, Julio César Benitez, Eladio Benítez, Alberto Ferrero y Fernando Morena, (formado en Racing hasta ser transferido a River Plate de Montevideo en 1969).
Con el comienzo del profesionalismo en 1932, se convirtió en el primer equipo en vencer a uno de los equipos grandes al derrotar por 3 a 0 a Nacional en el Gran Parque Central, con triplete de Visconti. También fue el primer equipo en convertirle 5 goles a un grande al derrotar a Peñarol por 5 a 3 en el Torneo Competencia de la temporada 1939, y el primer equipo menor en vencer tres veces consecutivas a un grande tras derrotar a Peñarol 2 a 1 en el Torneo Competencia de 1963, 3 a 2 y 1 a 0 por el Campeonato Uruguayo.

### Época de altibajos
Para 1971 el Club no logra mantenerse en Primera División, y tras apenas jugar la temporada de 1975, comienza su largo período en la Divisional B hasta 1989, donde compitió en la Máxima Categoría solo en las Temporadas 1990-1993, y 1997.
El siglo XXI continuó generando altibajos en la realidad deportiva del club. En 1999 Racing logró ascender a Primera División, mediante un histórico enfrentamiento de "repechaje" frente a Rampla Juniors, que terminó con triunfo de La Escuelita en tanda de penales, en el partido de desempate jugado en el Gran Parque Central.
De esa forma, militó en la máxima categoría durante 3 temporadas (donde jugaron los argentinos Pablo Islas, Juan Carlos Kopriva, entre otros) pero descendió en 2002. En ese entonces, el club se sumergió en Segunda División y los problemas económicos fueron cada vez más grandes, al punto que fue embargado y la justicia se llevó los arcos del Parque Roberto. La crisis deportiva se agudizó y en el Apertura 2006-07 de esa divisional, el equipo terminó último con 3 puntos (sin triunfos, 3 empates y 12 derrotas).

### Participación histórica en Copa Libertadores

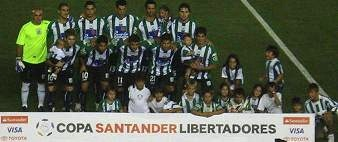
Racing venció 2-0 a Junior de Barranquilla en el Gran Parque Central y clasificó a la fase de grupos de la Copa Libertadores 2010.

En la temporada siguiente, el equipo resurgió y salió campeón del Campeonato Uruguayo de Segunda División 2007-08 con una campaña inversa: 47 puntos, producto de 15 victorias y 2 empates, y sin derrotas. Racing ascendió luego como campeón de la tabla anual, con un solo partido perdido en el año. En el equipo se destacarían jugadores como Sebastián Balsas, Liber Quiñones, Jonathan Blanes y Ernesto Goñi, entre otros. Esta misma base de jugadores serían sensación en el Uruguayo 2008-09 de Primera División, donde Racing alcanzó la clasificación a la Copa Libertadores por primera vez en su historia, al obtener el vicecampeonato de la Liguilla Pre-Libertadores de América 2009.
El 28 de enero de 2010 debutó en la Copa Libertadores, al enfrentarse en la fase preliminar al Junior de Colombia. Luego de partidos de ida y vuelta, la serie fue ganada por Racing con un marcador global de 4-2, convirtiéndose en el primer equipo uruguayo en la Historia en superar la fase de repesca pre-Libertadores. Gracias a este resultado accedió a la fase de grupos de la Copa, en la cual venció de local a Independiente Medellín y Cerro Porteño, y empató con ambos equipos jugando de visitante; pero perdió ambas veces con Corinthians y a pesar de finalizar segundo en el grupo, no clasificó, ya que los equipos mexicanos excluidos por la gripe A en la Copa Libertadores 2009 tenían la ventaja de clasificar a la siguiente fase.
Del 2010 en adelante, Racing tuvo varios altibajos, como el de pelear por el Apertura 2014 hasta descender en 2019, año de su centenario, en el que el club realizó un cambio en su uniforme tradicional de rayas verdes y blancas, utilizando uno conmemorativo al de 1919 y 1958, completamente blanco, cuello y bolsillo verde, y pantalones y medias negras. A su vez, se emitió un sello conmemorativo.

### Racing como sociedad anónima deportiva
En 2021 se crea la sociedad anónima deportiva que toma las riendas de la gestión deportiva del club, siendo presidida la misma por el exfutbolista argentino Fernando Cavenaghi, y logrando el ascenso para la temporada 2022. Tras un gran temporada en el Campeonato Uruguayo de 2023 (6° posición), Racing clasificó a la Copa Sudamericana 2024. En diciembre de 2023 se anunció que el grupo Red&Gold Football (propiedad del Bayern Múnich en sociedad con Los Ángeles F. C.) adquirió parte de las acciones de Cavenaghi (quien permaneció trabajando en la SAD de Racing como director deportivo) y se transformó en el socio mayoritario de la S.A.D. 

### Histórica participación en la Copa Conmebol Sudamericana
En 2024 tras 14 años sin participación internacional el club vuelve a jugar una competición internacional, disputa por primera vez en su historia la Copa Conmebol Sudamericana. Enfrentó en la fase preliminar a  Cerro Largo, venciendo al conjunto arachán por 2-0, y clasificándose a la fase de grupos de la copa, donde integró el Grupo F, junto a Corinthians (a quien enfrentó en la Copa Libertadores de 2010), Argentinos Juniors y Nacional de Paraguay. 
En su primer partido en la fase  de grupos enfrentó de local en el Estadio Centenario al conjunto brasilero, empatando 1-1, con gol de Agustín Alaníz a los 85 minutos. En su segunda participación venció al conjunto argentino 3-0 en el Estadio Diego Armando Maradona, logrando por primera vez en la historia del club un triunfo en condición de visitante, igualando además el mayor marcador en victorias en condición de visitantes de conjuntos uruguayos sobre argentinos. Lograría un empate en condición de visitante ante Nacional en Paraguay. En la segunda vuelta vencería luego a Argentinos Juniors 2-1 en el Estadio Centenario, mismo escenario donde vencería al conjunto paraguayo, por el mismo marcador, llegando a la última fecha primero invicto, fecha en la que perdería con Corinthians clasificando a los  Play-off de octavos de final de la copa, finalizando en grupo en la segunda posición detrás del mismo conjunto brasilero al igual que en su participación por Copa Libertadores de 2010.
En la Eliminatoria de octavos de final enfrentó a Huachipato de Chile, venciendo en condición de visitante por 2-3, pero cayendo de local en el Centenario 0-1. Esta situación obligó a una definición por penales en la que fue derrotado 0 - 3. Aun así, Racing se convirtió en el segundo club uruguayo en avanzar de fase de grupos de la copa sudamericana desde su nuevo formato en 2021.

## Símbolos
Tanto la bandera como el escudo del club contienen un diseño en color blanco y verde, con las iniciales "R C M" en negro. En el caso del escudo, presenta un diseño compuesto por tres bastones verticales blancos y dos bastones verdes, con una pelota de fútbol en el centro. Por su parte, la bandera presenta las siglas institucionales en el medio de la misma, rodeando a una pelota de cuero. En las cuatro esquinas de la bandera, presenta detalles en color verde.
La marcha del club la creó la murga Contrafarsa en 1989, con letra y arreglos de Álvaro García.

## Uniforme

### Uniforme titular
Camiseta a franjas verticales verdes y blancas, pantalón negro y medias negras.
| 2015-16 | 2016 | 2017 | 2018 | 2019 | 2020 | 2021-2022 | 2023 - 2024 |

### Uniforme alternativo
Camiseta verde con detalles en blanco.
| 2015-16 | 2017 | 2018 | 2019 | 2020 | 2021-2022 | 2023-2024 |

### Uniforme original 1919
Camiseta blanca con cuello y bolsillo verde en el lado izquierdo del pecho, pantalón negro y medias.

### Indumentaria y patrocinador
| Periodo       | Proveedor | Patrocinador principal         | Patrocinador secundario                                  |
| ------------- | --------- | ------------------------------ | -------------------------------------------------------- |
| 1985-1990     |           | General Motors                 |                                                          |
| 1990-1992     |           | Molven                         |                                                          |
| 1992-1998     | Adidas    | Plata                          |                                                          |
| 1998-2003     | Podium    | Mco                            |                                                          |
| 2003-2005     | Meta      | Bealgia                        |                                                          |
| 2005-2008     | Penalty   | Nix                            |                                                          |
| 2008-2009     | Kappa     | Punta ballena                  | Montevideo COMM Glidden                                  |
| 2009-2011     | Mgr sport | Punta Ballena Sherwin-Williams | Montevideo COMM Casa de Galicia Lupo (Libertadores 2010) |
| 2011-2012     | Starbade  | Punta Ballena                  | Antel EGA Nativa Casa de Galicia                         |
| 2012-2013     | Mass      | Punta Ballena                  | Antel EGA Nativa Casa de Galicia                         |
| 2013-2016     | Mgr sport | Punta Ballena                  | Antel EGA Nativa Casa de Galicia                         |
| 2013-2016     | Mgr sport | Mariño Sport Casa de Galicia   | Antel EGA Nativa Casa de Galicia                         |
| 2017-2018     | Mgr sport | Sapolio Cortiluz               | Antel Redpagos                                           |
| 2019-2020     | Mgr sport | Microfin                       | Antel Redpagos                                           |
| 2021-presente | Macron    | Directv                        |                                                          |
| 2022-presente |           | Directv                        | Asociación Española                                      |

## Afición
La barra de aliento de su hinchada se autodenomina La Banda De La Estación (LBDLE), también se autodenomina como "La Tacuabe" por la calle que está cerca de su estadio. 

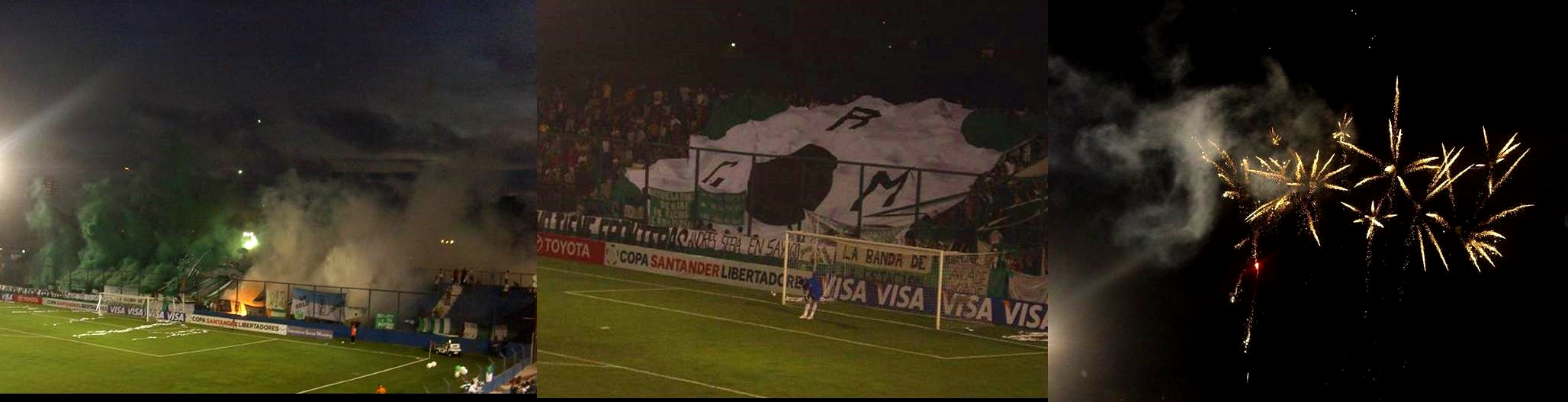
La hinchada de Racing en el Gran Parque Central durante la Copa Libertadores 2010.

## Rivalidad
Tiene rivalidad con el Centro Atlético Fénix. Esta se produjo a partir de los partidos de ascenso entre ambos clubes. 
En los últimos años, periodísticamente se ha impuesto el término "clásico" (denominándolo Clásico del Oeste), sin dejar de reconocerse la modernidad de la rivalidad.

## Datos estadísticos
Datos actualizados para la temporada 2025 inclusive.
- Temporadas en Primera División: 56 (1924-1928 / 1931-1944 / 1956-1957 / 1959-1971 / 1975 / 1990-1993 / 1997 / 2000-2002 / 2008/09-2019 / 2023-presente)
  - Debut: 1924 (Profesional: 1932)
  - Participaciones consecutivas desde: 2023 (3 ª consecutiva)
  - Mejor posición en Primera División: 3° (1959)
  - Mejor posición en Torneo Apertura y Clausura: 2° (Apertura 2014)
  - Mejor posición en Liguilla Pre-Libertadores de América: 2° (1990) y (2008-09)
- Temporadas en Segunda División: 45 (1922-1923 / 1929 / 1945-1955 / 1958 / 1972-1974 / 1976-1989 / 1994-1996 / 1998-1999 / 2003-2007/08 / 2020-2022)
- Temporadas en Tercera División: 2 (1920-1921)
- Jugadores:
  - Máximo goleador histórico:  Líber Quiñones (97 goles)[14]

## Palmarés
| Torneos Nacionales                                         | Títulos                               | Subcampeonatos |
| ---------------------------------------------------------- | ------------------------------------- | -------------- |
| Torneo Apertura y Clausura (0/1)                           |                                       | Apertura 2014  |
| Liguilla Pre-Libertadores de América (0/2)                 |                                       | 1990, 2008-09  |
| Segunda División Profesional (6):                          | 1955, 1958, 1974, 1989, 2007-08, 2022 |                |
|                                                            |                                       |                |
| Torneo Apertura de Segunda División (2):                   | 1999, 2007                            |                |
| Segunda División Divisional Intermedia (2)                 | 1923, 1929                            |                |
| Torneo Competencia de la Segunda División Profesional: (1) | 2022                                  |                |
|                                                            |                                       |                |

### Torneos internacionales amistosos
- Cuadrangular de Santiago y Rancagua (1): 1965.[15]
- Copa Suat (1): 2015.

#### Torneos nacionales juveniles
- Campeonato Uruguayo Cuarta división (Sub 19) (2)
- Campeonato Uruguayo Quinta división (Sub 17) (2)

### Participación en Copas Internacionales
- Participaciones en Copa Libertadores: 1
  - Única participación: Fase de grupos (2010)
- Participaciones en Copa Sudamericana: 2
  - Primera participación: 16 avos de Final (2024)
  - Segunda participación: Clasificado (2025)

## Estadísticas en competiciones internacionales

### Por competencia
| Torneo                       | Temp. | PJ | PG | PE | PP | GF | GC | DG | Puntos |
| ---------------------------- | ----- | -- | -- | -- | -- | -- | -- | -- | ------ |
| Copa Libertadores de América | 1     | 8  | 3  | 3  | 2  | 8  | 7  | +1 | 12     |
| Copa Sudamericana            | 1     | 9  | 5  | 2  | 2  | 15 | 11 | +4 | 17     |
| Total                        | 2     | 17 | 8  | 5  | 4  | 23 | 18 | +5 | 29     |

| 28 de enero de 2010 | Junior                    | 2:2 (1:1) | Racing                    | Estadio Metropolitano, Barranquilla                     |                                                         |
|                     | Acuña 12' · Arzuaga 90+1' | Reporte   | Mirabaje 28' · Pallas 67' | Asistencia: 18.026 espectadores Árbitro(s): Carlos Vera | Asistencia: 18.026 espectadores Árbitro(s): Carlos Vera |

| 4 de febrero de 2010 | Racing           | 2:0 (1:0) | Junior | Estadio Gran Parque Central, Montevideo                            |                                                                    |
|                      | Quiñones 14' 87' | Reporte   |        | Asistencia: 4.768 espectadores Árbitro(s): Paulo César de Oliveira | Asistencia: 4.768 espectadores Árbitro(s): Paulo César de Oliveira |

| 24 de febrero de 2010                       | Corinthians   | 2:1 (1:1) | Racing         | Estadio Pacaembú, São Paulo                             |                                                         |
|                                             | Elias 11' 70' | Reporte   | Cauteruccio 1' | Asistencia: 31.035 espectadores Árbitro(s): Raúl Orosco | Asistencia: 31.035 espectadores Árbitro(s): Raúl Orosco |
| Gol de Martín Cauteruccio a los 52 segundos |               |           |                |                                                         |                                                         |

| 9 de marzo de 2010 | Racing                         | 2:1 (1:0) | Cerro Porteño | Estadio Centenario, Montevideo                              |                                                             |
|                    | Mirabaje 18' · Cauteruccio 68' | Reporte   | Cáceres 83'   | Asistencia: 1.435 espectadores Árbitro(s): Federico Beligoy | Asistencia: 1.435 espectadores Árbitro(s): Federico Beligoy |

| 18 de marzo de 2010 | Independiente Medellín | 0:0     | Racing | Estadio Palogrande, Manizales                        |                                                      |
|                     |                        | Reporte |        | Asistencia: 4.651 espectadores Árbitro(s): Juan Soto | Asistencia: 4.651 espectadores Árbitro(s): Juan Soto |

| 25 de marzo de 2010 | Racing       | 1:0 (0:0) | Independiente Medellín | Estadio Gran Parque Central, Montevideo               |                                                       |
|                     | Ostolaza 74' | Reporte   |                        | Asistencia: 2.492 espectadores Árbitro(s): Diego Abal | Asistencia: 2.492 espectadores Árbitro(s): Diego Abal |

| 14 de abril de 2010 | Racing | 0:2 (0:1) | Corinthians              | Estadio Gran Parque Central, Montevideo                    |                                                            |
|                     |        | Reporte   | Dentinho 19' · Elias 87' | Asistencia: 2.669 espectadores Árbitro(s): Héctor Baldassi | Asistencia: 2.669 espectadores Árbitro(s): Héctor Baldassi |

| 22 de abril de 2010 | Cerro Porteño | 0:0     | Racing | Estadio Defensores del Chaco, Asunción                         |                                                                |
|                     |               | Reporte |        | Asistencia: 13.000 espectadores Árbitro(s): Víctor Hugo Rivera | Asistencia: 13.000 espectadores Árbitro(s): Víctor Hugo Rivera |

| 28 de enero de 2010 | Junior                    | 2:2 (1:1) | Racing                    | Estadio Metropolitano, Barranquilla                     |                                                         |
|                     | Acuña 12' · Arzuaga 90+1' | Reporte   | Mirabaje 28' · Pallas 67' | Asistencia: 18.026 espectadores Árbitro(s): Carlos Vera | Asistencia: 18.026 espectadores Árbitro(s): Carlos Vera |

| 4 de febrero de 2010 | Racing           | 2:0 (1:0) | Junior | Estadio Gran Parque Central, Montevideo                            |                                                                    |
|                      | Quiñones 14' 87' | Reporte   |        | Asistencia: 4.768 espectadores Árbitro(s): Paulo César de Oliveira | Asistencia: 4.768 espectadores Árbitro(s): Paulo César de Oliveira |

| 24 de febrero de 2010                       | Corinthians   | 2:1 (1:1) | Racing         | Estadio Pacaembú, São Paulo                             |                                                         |
|                                             | Elias 11' 70' | Reporte   | Cauteruccio 1' | Asistencia: 31.035 espectadores Árbitro(s): Raúl Orosco | Asistencia: 31.035 espectadores Árbitro(s): Raúl Orosco |
| Gol de Martín Cauteruccio a los 52 segundos |               |           |                |                                                         |                                                         |

| 9 de marzo de 2010 | Racing                         | 2:1 (1:0) | Cerro Porteño | Estadio Centenario, Montevideo                              |                                                             |
|                    | Mirabaje 18' · Cauteruccio 68' | Reporte   | Cáceres 83'   | Asistencia: 1.435 espectadores Árbitro(s): Federico Beligoy | Asistencia: 1.435 espectadores Árbitro(s): Federico Beligoy |

| 18 de marzo de 2010 | Independiente Medellín | 0:0     | Racing | Estadio Palogrande, Manizales                        |                                                      |
|                     |                        | Reporte |        | Asistencia: 4.651 espectadores Árbitro(s): Juan Soto | Asistencia: 4.651 espectadores Árbitro(s): Juan Soto |

| 25 de marzo de 2010 | Racing       | 1:0 (0:0) | Independiente Medellín | Estadio Gran Parque Central, Montevideo               |                                                       |
|                     | Ostolaza 74' | Reporte   |                        | Asistencia: 2.492 espectadores Árbitro(s): Diego Abal | Asistencia: 2.492 espectadores Árbitro(s): Diego Abal |

| 14 de abril de 2010 | Racing | 0:2 (0:1) | Corinthians              | Estadio Gran Parque Central, Montevideo                    |                                                            |
|                     |        | Reporte   | Dentinho 19' · Elias 87' | Asistencia: 2.669 espectadores Árbitro(s): Héctor Baldassi | Asistencia: 2.669 espectadores Árbitro(s): Héctor Baldassi |

| 22 de abril de 2010 | Cerro Porteño | 0:0     | Racing | Estadio Defensores del Chaco, Asunción                         |                                                                |
|                     |               | Reporte |        | Asistencia: 13.000 espectadores Árbitro(s): Víctor Hugo Rivera | Asistencia: 13.000 espectadores Árbitro(s): Víctor Hugo Rivera |

| 7 de marzo, 19:00 (UTC-3) | Racing                            | 2:0 (1:0) | Cerro Largo | Estadio Centenario, Montevideo               |                                              |
|                           | Sosa Sánchez 24' · Verón Lupi 79' | Reporte   |             | Árbitro(s): Juan Benítez VAR: Ulises Mereles | Árbitro(s): Juan Benítez VAR: Ulises Mereles |

| 2 de abril, 21:30 (UTC-3) | Racing     | 1:1 (0:0) | Corinthians      | Estadio Centenario, Montevideo                |                                               |
|                           | Alaniz 85' | Reporte   | Yuri Alberto 69' | Árbitro(s): Jhon Hinestroza VAR: Jhon Perdomo | Árbitro(s): Jhon Hinestroza VAR: Jhon Perdomo |

| 9 de abril, 19:00 (UTC-3) | Argentinos Juniors | 0:3 (0:1) | Racing                                  | Estadio Diego Armando Maradona, Buenos Aires      |                                                   |
|                           |                    | Reporte   | Verón Lupi 41', 48' · Urretaviscaya 53' | Árbitro(s): Yender Herrera VAR: Leonardo Mosquera | Árbitro(s): Yender Herrera VAR: Leonardo Mosquera |

| 25 de abril, 18:00 (UTC-4) | Nacional                      | 2:2 (1:1) | Racing                      | Estadio Defensores del Chaco, Asunción            |                                                   |
|                            | Caballero 36' · Santacruz 69' | Reporte   | Verón Lupi 39' · Rivero 78' | Árbitro(s): Felipe González VAR: Rodrigo Carvajal | Árbitro(s): Felipe González VAR: Rodrigo Carvajal |

| 7 de mayo, 19:00 (UTC-3) | Racing                                | 2:1 (2:1) | Argentinos Juniors | Estadio Centenario, Montevideo                   |                                                  |
|                          | Verón Lupi 20' · E. de los Santos 27' | Reporte   | Gondou 32'         | Árbitro(s): Carlos Betancur VAR: David Rodríguez | Árbitro(s): Carlos Betancur VAR: David Rodríguez |

| 14 de mayo, 19:00 (UTC-3) | Racing                 | 2:1 (0:0) | Nacional           | Estadio Centenario, Montevideo            |                                           |
|                           | Nandín 54' · Bueno 64' |           | Bailone 53' (pen.) | Árbitro(s): Gery Vargas VAR: Miguel Araos | Árbitro(s): Gery Vargas VAR: Miguel Araos |

| 28 de mayo, 19:00 (UTC-3) | Corinthians                                  | 3:0 (2:0) | Racing | Neo Química Arena, São Paulo                                                 |                                                                              |
|                           | Garro 22' · Ferreira 25' · Igor Coronado 58' | Reporte   |        | Asistencia: 40 353 espectadores Árbitro(s): Roberto Pérez VAR: Nicolás Gallo | Asistencia: 40 353 espectadores Árbitro(s): Roberto Pérez VAR: Nicolás Gallo |

| 16 de julio, 18:00 (UTC-4) | Huachipato       | 2:3 (1:2) | Racing                        | Estadio Ester Roa Rebolledo, Concepción                                       |                                                                               |
|                            | Martínez 4', 63' | Reporte   | Cotugno 31', 49' · Nandín 38' | Asistencia: 2.503 espectadores Árbitro(s): Augusto Aragón VAR: Franklin Congo | Asistencia: 2.503 espectadores Árbitro(s): Augusto Aragón VAR: Franklin Congo |

| 23 de julio, 19:00 (UTC-3) | Racing                        | 0:1 (0:1) (0:3 p.)         | Huachipato                        | Estadio Centenario, Montevideo             |                                            |
|                            |                               | Reporte                    | C. Martínez 9'                    | Árbitro(s): Juan Benítez VAR: Derlis López | Árbitro(s): Juan Benítez VAR: Derlis López |
|                            |                               | Tiros desde el punto penal |                                   |                                            |                                            |
|                            | Silveira · Nandín · Rodríguez |                            | Montes · Palmezano · J. Gutiérrez |                                            |                                            |

| 7 de marzo, 19:00 (UTC-3) | Racing                            | 2:0 (1:0) | Cerro Largo | Estadio Centenario, Montevideo               |                                              |
|                           | Sosa Sánchez 24' · Verón Lupi 79' | Reporte   |             | Árbitro(s): Juan Benítez VAR: Ulises Mereles | Árbitro(s): Juan Benítez VAR: Ulises Mereles |

| 2 de abril, 21:30 (UTC-3) | Racing     | 1:1 (0:0) | Corinthians      | Estadio Centenario, Montevideo                |                                               |
|                           | Alaniz 85' | Reporte   | Yuri Alberto 69' | Árbitro(s): Jhon Hinestroza VAR: Jhon Perdomo | Árbitro(s): Jhon Hinestroza VAR: Jhon Perdomo |

| 9 de abril, 19:00 (UTC-3) | Argentinos Juniors | 0:3 (0:1) | Racing                                  | Estadio Diego Armando Maradona, Buenos Aires      |                                                   |
|                           |                    | Reporte   | Verón Lupi 41', 48' · Urretaviscaya 53' | Árbitro(s): Yender Herrera VAR: Leonardo Mosquera | Árbitro(s): Yender Herrera VAR: Leonardo Mosquera |

| 25 de abril, 18:00 (UTC-4) | Nacional                      | 2:2 (1:1) | Racing                      | Estadio Defensores del Chaco, Asunción            |                                                   |
|                            | Caballero 36' · Santacruz 69' | Reporte   | Verón Lupi 39' · Rivero 78' | Árbitro(s): Felipe González VAR: Rodrigo Carvajal | Árbitro(s): Felipe González VAR: Rodrigo Carvajal |

| 7 de mayo, 19:00 (UTC-3) | Racing                                | 2:1 (2:1) | Argentinos Juniors | Estadio Centenario, Montevideo                   |                                                  |
|                          | Verón Lupi 20' · E. de los Santos 27' | Reporte   | Gondou 32'         | Árbitro(s): Carlos Betancur VAR: David Rodríguez | Árbitro(s): Carlos Betancur VAR: David Rodríguez |

| 14 de mayo, 19:00 (UTC-3) | Racing                 | 2:1 (0:0) | Nacional           | Estadio Centenario, Montevideo            |                                           |
|                           | Nandín 54' · Bueno 64' |           | Bailone 53' (pen.) | Árbitro(s): Gery Vargas VAR: Miguel Araos | Árbitro(s): Gery Vargas VAR: Miguel Araos |

| 28 de mayo, 19:00 (UTC-3) | Corinthians                                  | 3:0 (2:0) | Racing | Neo Química Arena, São Paulo                                                 |                                                                              |
|                           | Garro 22' · Ferreira 25' · Igor Coronado 58' | Reporte   |        | Asistencia: 40 353 espectadores Árbitro(s): Roberto Pérez VAR: Nicolás Gallo | Asistencia: 40 353 espectadores Árbitro(s): Roberto Pérez VAR: Nicolás Gallo |

| 16 de julio, 18:00 (UTC-4) | Huachipato       | 2:3 (1:2) | Racing                        | Estadio Ester Roa Rebolledo, Concepción                                       |                                                                               |
|                            | Martínez 4', 63' | Reporte   | Cotugno 31', 49' · Nandín 38' | Asistencia: 2.503 espectadores Árbitro(s): Augusto Aragón VAR: Franklin Congo | Asistencia: 2.503 espectadores Árbitro(s): Augusto Aragón VAR: Franklin Congo |

| 23 de julio, 19:00 (UTC-3) | Racing                        | 0:1 (0:1) (0:3 p.)         | Huachipato                        | Estadio Centenario, Montevideo             |                                            |
|                            |                               | Reporte                    | C. Martínez 9'                    | Árbitro(s): Juan Benítez VAR: Derlis López | Árbitro(s): Juan Benítez VAR: Derlis López |
|                            |                               | Tiros desde el punto penal |                                   |                                            |                                            |
|                            | Silveira · Nandín · Rodríguez |                            | Montes · Palmezano · J. Gutiérrez |                                            |                                            |

### Goleadores en torneos internacionales
| Pos. | Jugador                | Goles | Torneo(s)             |
| ---- | ---------------------- | ----- | --------------------- |
| 1°   | Tomás Verón Lupi       | 5     | Copa Sudamericana (5) |
| 2°   | Liber Quiñones         | 2     | Copa Libertadores (2) |
| =    | Martín Cauteruccio     | 2     | Copa Libertadores (2) |
| =    | Matías Mirabaje        | 2     | Copa Libertadores (2) |
| =    | Dylan Nandín           | 2     | Copa Sudamericana (2) |
| =    | Guillermo Cotugno      | 2     | Copa Sudamericana (2) |
| 3°   | Ignacio Pallas         | 1     | Copa Libertadores (1) |
| =    | Santiago Ostolaza      | 1     | Copa Libertadores (1) |
| =    | Nicolás Sosa Sánchez   | 1     | Copa Sudamericana (1) |
| =    | Agustín Alaniz         | 1     | Copa Sudamericana (1) |
| =    | Esteban Da Silva       | 1     | Copa Sudamericana (1) |
| =    | Jonathan Urretaviscaya | 1     | Copa Sudamericana (1) |
| =    | Juan Sebastián Rivero  | 1     | Copa Sudamericana (1) |
| =    | Erik De Los Santos     | 1     | Copa Sudamericana (1) |
| =    | Bautista Tomatis       | 1     | Copa Sudamericana (1) |
| =    | Matias Fonseca         | 1     | Copa Sudamericana (1) |
| =    | Gastón Bueno           | 1     | Copa Sudamericana (1) |

## Otras disciplinas
La institución participa también en la disciplina fútbol playa en la que ha destacado, participando en la Copa Libertadores de Futbol playa de Luque 2019.
Racing Club Montevideo cuenta también con un equipo de deportes electrónicos en el videojuego de la serie FIFA, en donde participa en la modalidad clubes PRO en el campeonato organizado por la Federación Uruguaya de Fútbol Virtual.